# Перу на Светском првенству у атлетици у дворани 2014.
Перу је учествовао на Светском првенству у атлетици у дворани 2014. одржаном у Сопоту од 7. до 9. марта једанаести пут. Репрезентацију Перуа представљао је један такмичар који се такмичио у скоку увис.,
На овом првенству такмичар Перуа није освојио ниједну медаљу нити је остварио неки резултат.

## Учесници
Мушкарци:
- Артуро Чавез — Скок увис

## Резултати

### Мушкарци
| Атлетичар    | Дисциплина | Лични рекорд | Квалификација | Квалификација | Финале               | Финале               | Детаљи |
| Атлетичар    | Дисциплина | Лични рекорд | Резултат      | Место         | Резултат             | Место                | Детаљи |
| ------------ | ---------- | ------------ | ------------- | ------------- | -------------------- | -------------------- | ------ |
| Артуро Чавез | Скок увис  |              | БП            | БП            | Није се квалификовао | Није се квалификовао |        |